# Zenerova dioda
Zenerova dioda je silicijeva poluvodička dioda izvedena tako da je u probojnom području probojni napon relativno neovisan o promjeni struje, pa se rabi za stabilizaciju i ograničavanje napona.
Nazvana je po američkom znanstveniku Clarenceu Zeneru koji je porast vodljivosti u reverzno polariziranoj diodi izvedenoj od jako dopiranog poluvodiča objasnio tuneliranjem elektrona iz valentne u vodljivu vrpcu. Ova je pojava nazvana Zenerov učinak i dominira u diodama s probojnim naponom ispod 5 V. Za diode s većim probojnim naponima postaje sve značajniji lavinski učinak, pojava da se elektroni u električnom polju ubrzaju toliko da udarom iz valentne vrpce izbijaju nove elektrone, međutim uobičajeno je da se i takve diode također zovu Zenerove, dok se naziv lavinska dioda rabi samo za mnogo više napone.
Kod Zenerovog učinka temperaturni koeficijent je negativan, a kod lavinskog je pozitivan, pa je temperaturni koeficijent najmanji za diode s probojnim napon oko 5 V jer su oba učinka podjednaka.